# Foca-cinzenta
A foca-cinzenta (Halichoerus grypus) é uma foca que habita nas margens do Atlântico Norte . É a única espécie do género Halichoerus e existem duas sub-espécies: Halichoerus grypus grypus (que habita no mar Báltico) e Halichoerus grypus atlantica (que habita no oceano Atlântico) .

## Descrição

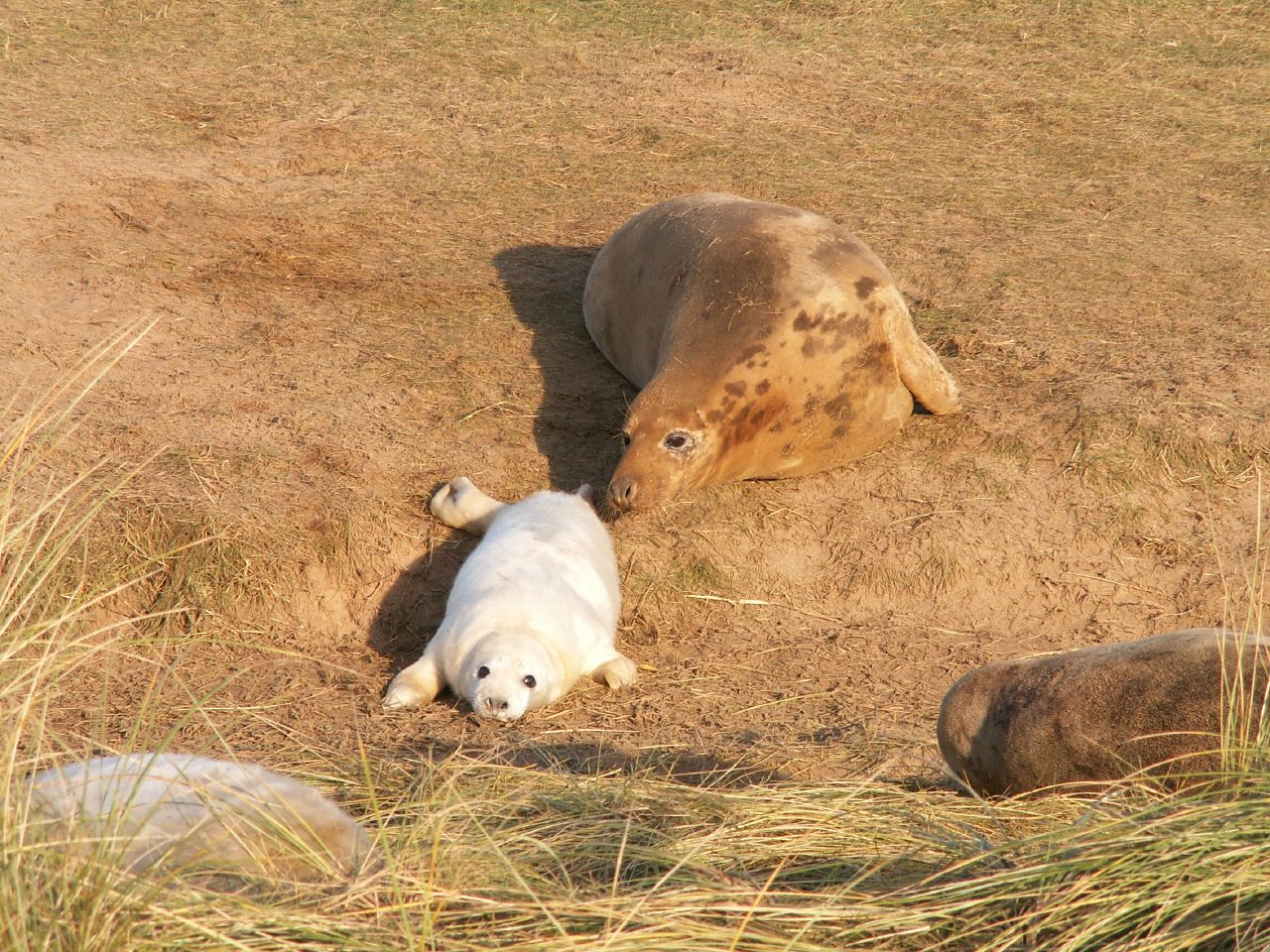
Fêmea e cria.

As focas-cinzentas são focas com um tamanho considerável, que varia consoante a costa do Atlântico:
- na costa Este, os machos medem 1,95-2,3 m e pesam 170-310 kg, enquanto as fêmeas medem 1,6-1,95 m e pesam 100-190 kg;
- na costa Oeste, os machos atingem 2,7 m e 400 kg e as fêmeas atingem 2,05 m e 250 kg.

As crias nascem com cerca de 14 kg .